# Giorgio Perlasca

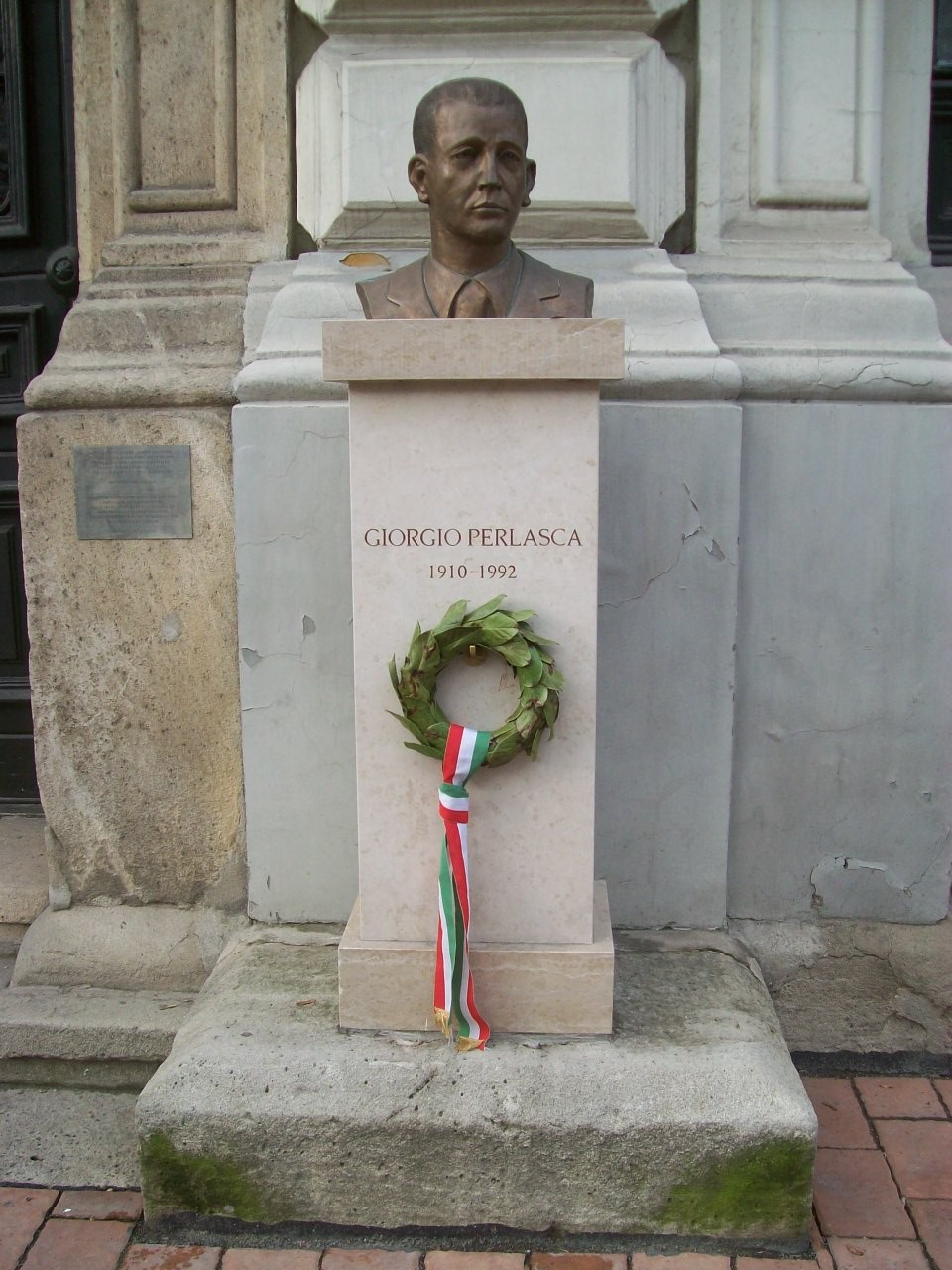
Perlasca buste in Boedapest.

Giorgio Perlasca (Como, 31 januari 1910 - Padua, 15 augustus 1992) was een Italiaanse diplomaat en verzetsstrijder.
 
Hij redde eind 1944 duizenden Joden van vervolging door de Hongaarse nazi's en werd door Jad Wasjem tot rechtvaardige onder de volkeren verklaard.
Perlasca raakte in de ban van het fascisme, en werd een fanatiek supporter van Mussolini. In die sfeer trok hij onder andere naar Spanje om er aan de zijde van Franco te vechten in de Spaanse Burgeroorlog. Hier maakte hij een mentale omslag, en liet het fascisme voor wat het was, zij het in stilte. Zijn afkeer van Duitsland, dat voorheen Italië bevocht in de Eerste Wereldoorlog, en het invoeren van rassenwetten onder invloed van nazi-Duitsland kunnen hieraan ten grondslag hebben gelegen.
Hij bleef echter werken voor de Italiaanse overheid, en belandde zo als diplomaat in Hongarije. Intussen begonnen de muren van het Derde Rijk in te storten, en de dictator van Hongarije, Miklós Horthy koos eieren voor zijn geld en stopte de steun aan Adolf Hitler in 1944. Hierop grepen de nazi's op 18 maart 1944 de macht, en installeerde Duitsland een bewind equivalent aan de NSDAP in Duitsland, de Nyilaskeresztes Part (NYKP - Pijlkruisers, naar het embleem van de partij). Deze zette meteen een bloedige jodenvervolging in, wat onder Horthy redelijk beperkt gebleven was.
Bovendien veranderde Italië van kamp en koos het de zijde van de geallieerden. Hierop werden alle Italiaanse diplomaten geacht Hongarije te verlaten. Perlasca vond een onderkomen bij de Spaanse ambassade, werd vrijwel onmiddellijk Spaans staatsburger onder de naam Jorge Perlasca. Hij gebruikte zijn diplomatische kwaliteiten om samen te werken met de Spaanse ambassadeur Sanz Briz.
De neutrale landen, waaronder Spanje, Zweden (cfr. Raoul Wallenberg), Portugal en Zwitserland, verleenden aan vele joden onderdak in hun ambassades en voorzagen hen van papieren, als bescherming tegen de NYKP, en regelden veilige vluchtroutes.
De NYKP vroeg aan Sanz Briz erkenning van het regime, maar deze wimpelde de vraag af en verliet het land om dit niet te hoeven doen. Het Ministerie van Binnenlandse Zaken van het Szalasi-regime besloot hierop om bij de officiële afwezigheid van Spanje de door Spanje beschermde panden binnen te vallen. Op dit moment greep Perlasca in, en zei tegen het Szalasi-regime (van de NYKP) dat Sanz Briz enkel naar Bern vertrok om er beter te kunnen communiceren met de Spaanse overheid, en dat hij hem zou vervangen gedurende zijn afwezigheid. Hij fabriceerde zelf een aanstellingsbrief, en liet zich door het Ministerie van Buitenlandse zaken erkennen. Het Ministerie van Binnenlandse Zaken geloofde zijn verhaal, en de razzia's werden afgeblazen.
Hierop begon Perlasca de ambassade te runnen, voerde hij een diplomatieke strijd tegen het Hongaarse regime en Duitsland, en probeerde hij middelen te krijgen om de mensen in de beschermde huizen te voeden. 
In januari 1945 trok het Rode Leger Boedapest binnen, en Perlasca, als vertegenwoordiger van een fascistisch regime (onder Franco), werd gearresteerd. Na enkele dagen werd hij echter vrijgelaten en bereikte uiteindelijk zijn vaderland Italië. Hier leefde hij in stilte verder, tot enkele Joden, op zoek naar hun redder, hem terugvonden in 1987.
Hij werd door Jad Wasjem tot 'Rechtvaardige onder de Volkeren' verklaard en uitgenodigd een boom te planten in de Tuin der Rechtschapenen onder de Naties. Hij sterft in augustus 1992.